# Позивање на већину
Позивање на већину (лат. argumentum ad populum) је логичка грешка позната и под називима: позивање на народ, позивање на масу, позивање на веровање, позивање на демократију, позивање на популарност, аргумент из консензуса, ауторитет већине, позивање на бројност и сагласност кланова. Ова логичка грешка настаје када се тврди да је нешто истинито само зато што велики број људи сматра да је јесте. Проблем са овом грешком је то што популарност неке тврдње не утиче на његову тачност. Грешка функционише пошто се мисли да је већину теже заварати него једног човека, иако ово не мора бити тачно.

## Опис
Argumentum ad populum је врста неформалне логичке заблуде, тачније логичка заблуда релевантности, и слична је позивању на ауторитет (argumentum ad verecundiam). Користи позивање на веровања, укусе или вредности групе људи, наводећи да је одређено мишљење или став тачан, зато што већина, или чак сви, заступају одређено мишљење или став.
Апели на популарност су уобичајени у комерцијалном оглашавању које приказује производе као пожељне јер их користи много људи или су повезани са популарним осећањима уместо да комуницира предности самих производа.
Инверзни аргумент, да нешто што је непопуларно мора бити мањкаво, такође је облик ове заблуде.
Ова заблуда је по структури слична неким другим заблудама које укључују забуну између „оправданости“ веровања и његовог „широко распрострањеног прихватања“ од стране дате групе људи. Када аргумент користи позивање на веровања групе стручњака, он поприма облик позивања на ауторитет; ако се позивање односи на веровања групе поштованих старешина или чланова нечије заједнице током дужег времена, онда поприма облик позивања на традицију.

## Правилно коришћење
Позивање на већину су валидни у ситуацијама где је консензус одлучујући фактор за валидност изјаве, као што су језичка употреба и дефиниције речи.

### Језик
Лингвистички дескриптивисти тврде да исправну граматику, правопис и изразе дефинишу говорници језика, посебно у језицима који немају централно управљачко тело. Према овом становишту, ако се нетачан израз често користи, он постаје тачан. Насупрот томе, лингвистички прескриптивисти верују да су нетачни изрази нетачни без обзира на то колико људи их користи.

### Математика
Специјалне функције су математичке функције које имају добро успостављена имена и математичке нотације због свог значаја у математици и другим научним областима.
Не постоји формална дефиниција шта чини функцију специјалном функцијом; уместо тога, термин специјална функција је дефинисан консензусом. Функције које се генерално сматрају специјалним функцијама укључују логаритме, тригонометријске функције и Беселове функције.

## Примери
- На изборима увек победи најбољи кандидат. Сви смо свесни да ово није тачно, јер побеђује кандидат са највише гласова, а не најбољи. У већини случаја победи најбољи демагог. Мане демократије је још Сократ увидео.

- Гугл даје више резултата када напишем "незнам" него "не знам", зато мора да је исправно "незнам". То што већина прави правописне грешке не значи да је исправно. Овде је и случај логичке грешке Argumentum ad Google.

- Мора да постоји дрекавац када толики народ верује у њега. Индоктринација и популарност идеје не утичу на њену тачност.